# کدو اسپاگتی
کدو اسپاگتی یا اسپاگتی سبزیجاتی، یک نوع کدو است که در انواع شکل و اندازه و رنگ از جمله زرد و نارنجی بافت می‌شود. این کدو تخم‌های بزرگی درون خود دارد و زمانی که خام است داخل آن شبیه به دیگر کدوهاست. هنگامی که این کدو پخته می‌شود داخل آن مانند رشته‌های اسپاگتی رشته رشته جدا می‌شود.

## آماده‌سازی
کدو اسپاگتی را می‌توان به شیوه‌های مختلف پخت از جمله پخت در فر، جوشاندن، بخارپز کردن یا قرار داد در مایکروفر. پس از پخته شدن قسمت داخل کدو مثل رشته‌های اسپاگتی قابل جدا شدن هستند. این کدو را می‌توان با سس یا بدون سس به جای پاستا مصرف کرد. تخمه‌های درون آن را نیز می‌توان مانند تخم کدو تفت داد و مورد استفاده قرار داد.

## ارزش غذایی
کدو اسپاگتی حاوی مواد مغذی از جمله فولیک اسید، کلسیم، ویتامین A و بتا کاروتن است. این کدو کالری کمی دارد. به‌طور متوسط هر یک فنجان آن ۴۲ کالری دارد.

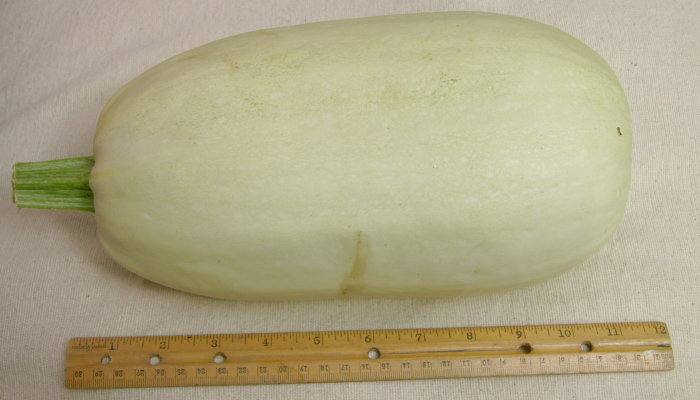
کدو خام
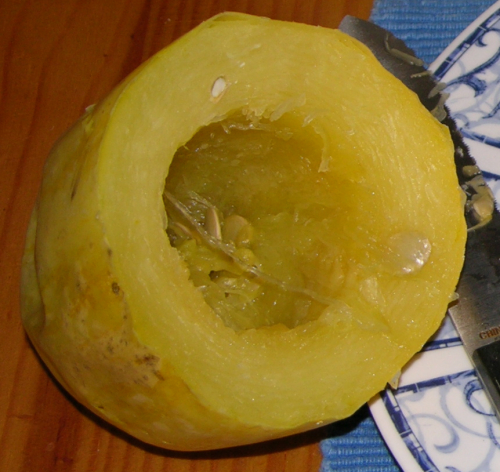
کدو پخته شده
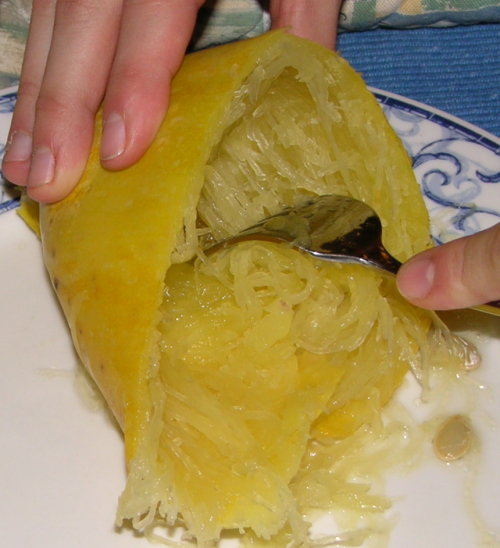
رشته‌های داخل کدو
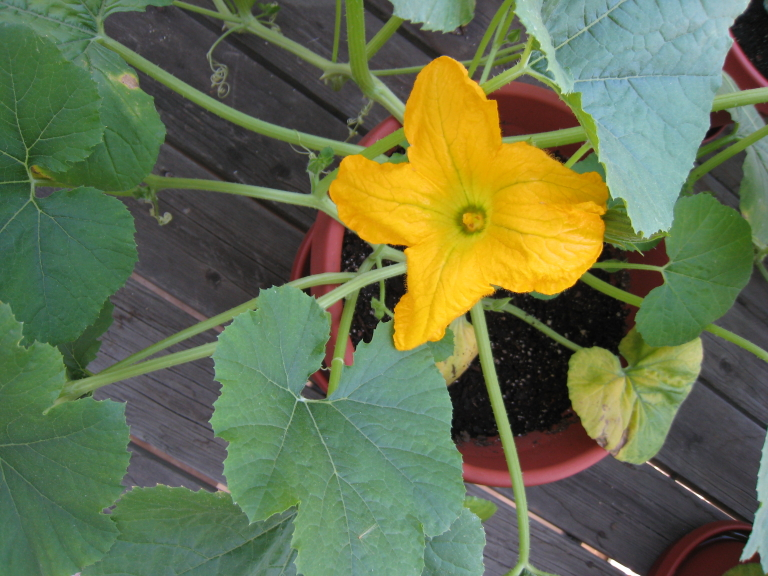
گل نر
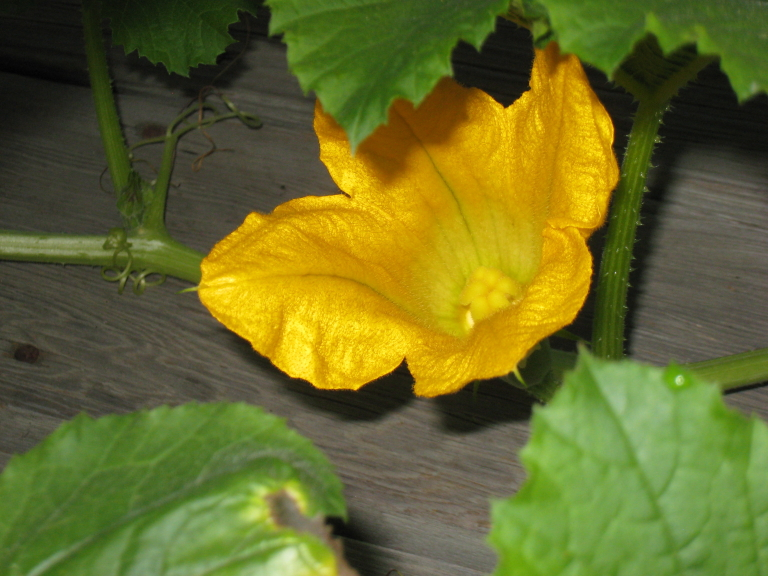
گل ماده
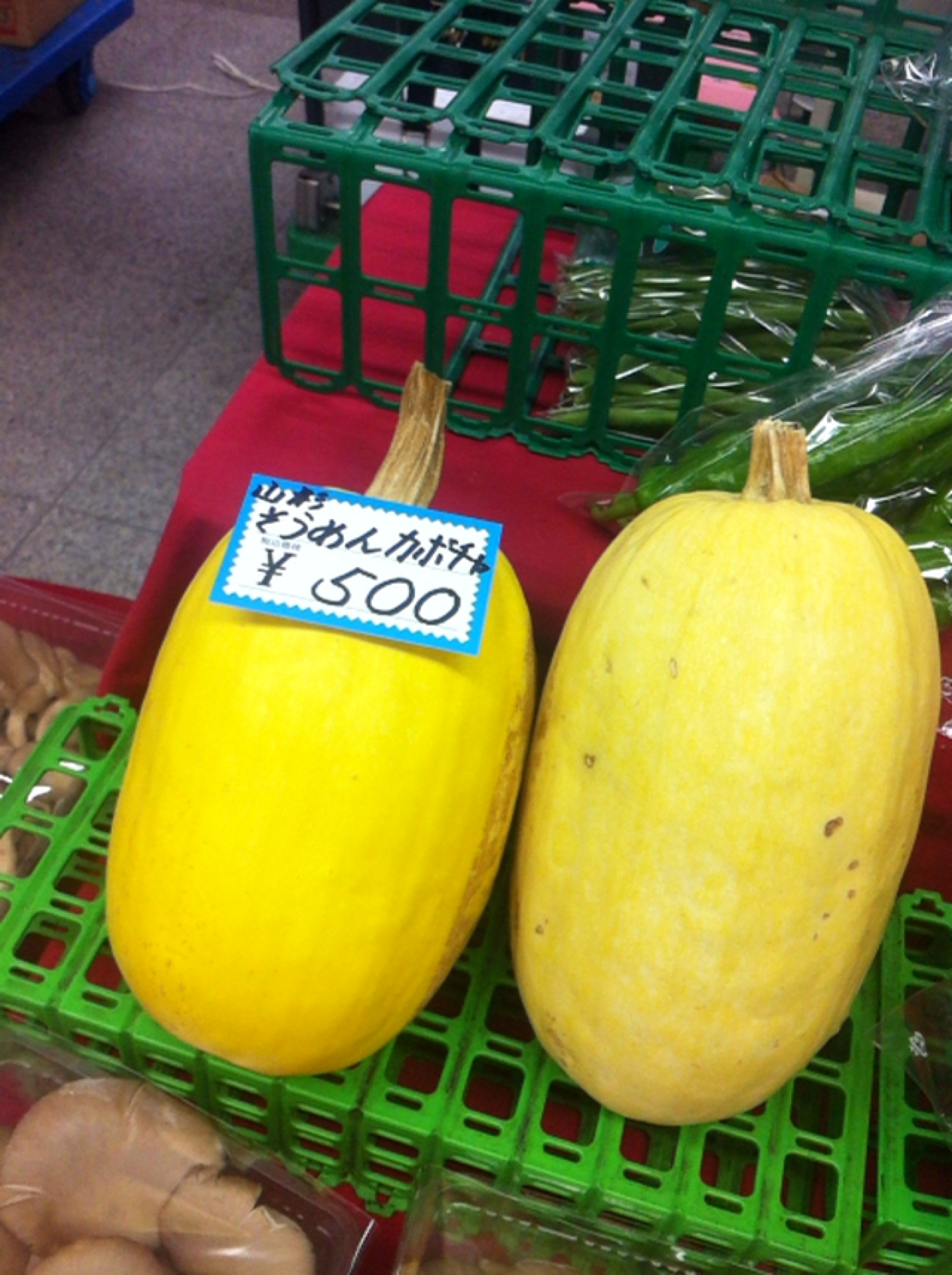
کدوی اسپاگتی در یک مغازه ژاپنی